# 江東区立浅間竪川小学校
江東区立浅間竪川小学校（こうとうくりつ せんげんたてかわしょうがっこう）は、東京都江東区亀戸9丁目にある区立小学校。

## 概要
浅間小学校と竪川小学校が統合して開校した。なお、校名は、両校の校名を合わせたものとなっている。

## 沿革
- 2000年（平成12年）
  - 4月1日 - 江東区立浅間竪川小学校として開校。
  - 4月6日 - 開校式・最初の始業式と第1回入学式挙行。開校時点の児童数は324名。
  - 5月20日 - PTA設立。
- 2001年（平成13年）
  - 1月4日 - 校歌制定。
  - 2月28日 - 体育館改修工事完了。
  - 3月23日 - 第1回卒業式挙行。最初の卒業生は61名。
  - 10月31日 - 開校記念式典挙行。
- 2013年（平成25年）4月1日 - 校舎増改築のため、南砂2丁目3番14号の仮校舎へ移転。
- 2014年（平成26年）
  - 3月24日 - 校舎改築・体育館棟新築工事完了。
  - 10月31日 - 東棟校舎完成。
- 2015年（平成27年）4月1日 - 東棟に江東きっずクラブ浅竪開設。
- 2019年（令和元年）10月15日 - 体育館冷暖房設置工事完了。

## 通学区域
- 亀戸7丁目（9番～38番）、亀戸9丁目（全域）[1]

## 交通
- 都営バス「錦25」・「錦27」・「亀26」の各系統で、「浅間神社」バス停下車後、
  - 葛西駅前行・小岩駅前行・今井行のりばから、徒歩約255m・約4分。
  - 錦糸町駅前行・両国駅前行・亀戸駅前行のりばから、徒歩約290m・約5分。

## 学校周辺
- 江東区立亀戸9丁目公園
- 都営亀戸9丁目アパート
  - 江東区亀戸老人福祉センター - 都営亀戸9丁目アパート内
- 社会福祉法人東京児童協会亀戸こころ保育園
- 旧中川
  - 学校付近では、江東区と江戸川区との区境線となっている。
- 国道14号（京葉道路）
- ライフ亀戸店
- 社会福祉法人江東こども会亀戸浅間保育園
- 江東区立亀戸福祉園